# 方国华 (1904年)
方国华（1904年—1984年3月24日），男，安徽贵池人，中国人民解放军开国少将。曾任中国人民解放军公安军干部部副部长、河北省军区副政委等职。

## 生平
1904年生于安徽省铜陵县大通镇。原籍安徽省贵池县城东嘉琅方村。7岁丧父，9岁开始上小学。14岁失学，在铜陵县大通镇和悦洲一家烟铺当学徒。21岁时被老板辞退回家乡帮工放牛，后在贵池乡村师范学校当校工。
1927年3月，方国华带领工友5人参加国民革命军第三军。1929年10月参加中国工农红军。1931年5月加入中国共产党。历任红一军团十二军政治部政务科科员，红一军团二十二军六十四师政治部政务科科长，红一军团一师政治部地方工作科科长、民运科科长等职。1934年参加长征。1937年七七事变后，随红一军团一师赴东北抗日。历任晋察冀军区第一军分区第三团政治处主任，军区教导团政治委员兼政治处主任等职。先后参加平型关战斗、百团大战、涞灵战役。1945年8月抗日战争胜利后，历任晋察冀军区政治部副主任兼组织部长，第十九兵团政治部、组织部部长等职。1946年6月编入晋察冀军区野战军第四纵队。同年9月参加张家口战役。1948年12月参加新保安战役。
1949年后，历任华北军区军政大学干部总队政治委员，中国人民解放军军训部干部处处长，中国人民解放军公安部队干部部副部长，河北省军区副政治委员等职。1955年授少将军衔。1963年离职休养。1984年3月24日在天津逝世。

## 家庭
- 夫人：李佩卿（1915年/1916年－2010年），原名李玉寰，河北蔚县人，1934年加入中国共产党。曾任晋察冀军区制药厂厂长，华北军区育英学校校长[11]，公安军北京六一小学校长。妹妹李玉芝为解放军开国上将邓华夫人[12]。
- 女儿：方小林